# Ummern
Ummern er en kommune i den vestlige del af Landkreis Gifhorn i den tyske delstat Niedersachsen. Den ligger i den sydvestlige del af amtet (Samtgemeinde) Wesendorf .

## Inddeling
Byen Ummern erhovedbyen i kommunen Ummern, og her bor omkring 1.200 indbyggere.
Mod nordøst i kommunen ligger landsbyen Pollhöfen , hvor der bor omkring 300 mennesker.

## Nabokommuner
Ummerns nabokommuner Landkreis Gifhorn er Wagenhoff, Wesendorf og Groß Oesingen; Nabokommunen Hohne ligger i Landkreis Celle.
Svæveflyveplads Ummern ligger ca. 3 km nord for byen.